# هاري كينت (دراج)
هاري كينت (بالإنجليزية: Harry Kent) هو راكب دراجات نيوزلندي، ولد في ويلينغتون في 11 مارس 1947. كان أول نيوزلندي يفوز بمدالية ذهبية في ركوب الدراجات في ألعاب الكومنولث، و أول راكب دراجات من نيوزلاندا يحصل على الميدالية في بطولة العالم للدراجات.

## وصلات خارجية
- هاري كينت على موقع أرشيف الدراجات (الإنجليزية)
- هاري كينت على موقع أوليمبيديا (الإنجليزية)